# Furna do Enxofre

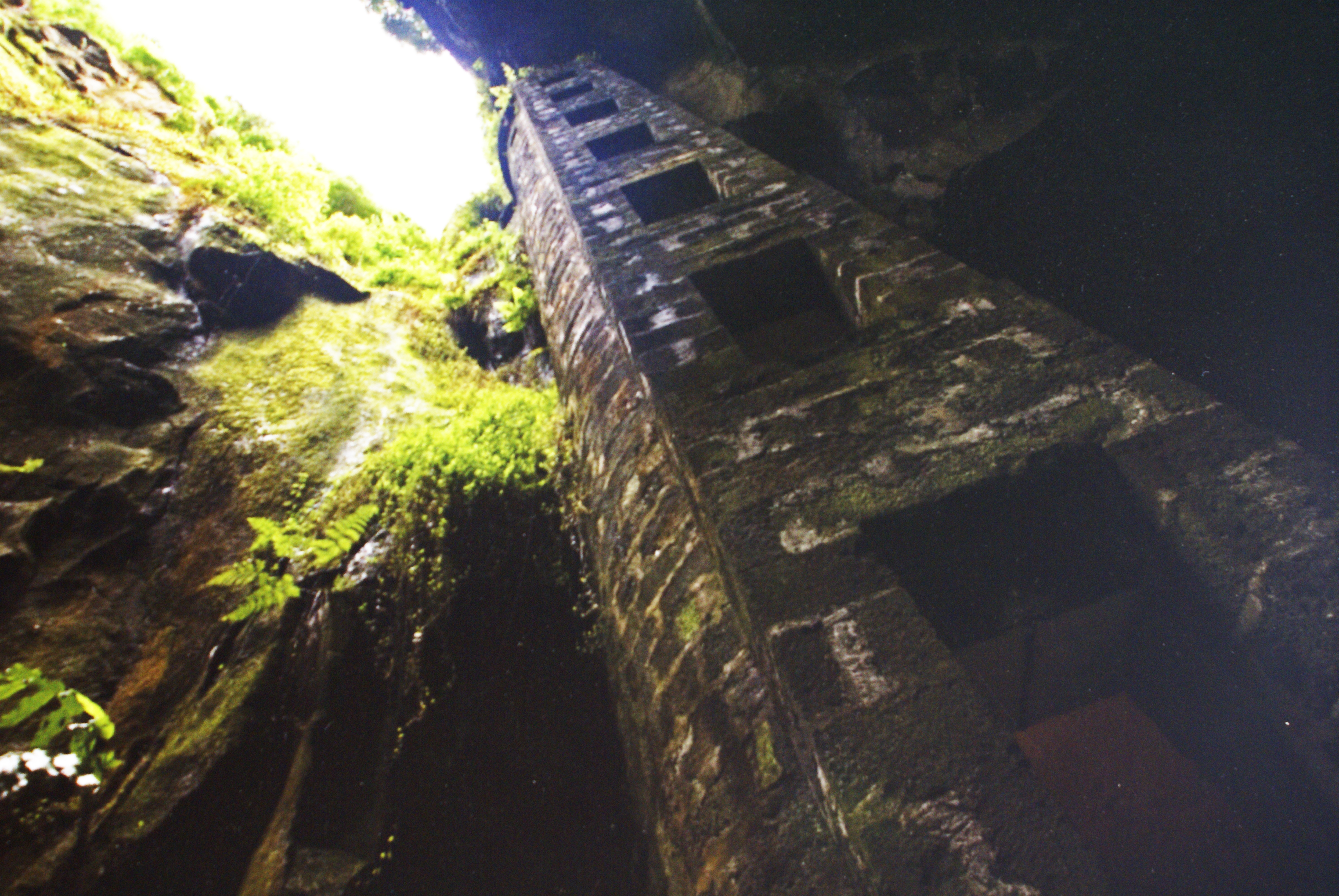
Furna do Enxofre, torre de acesso.

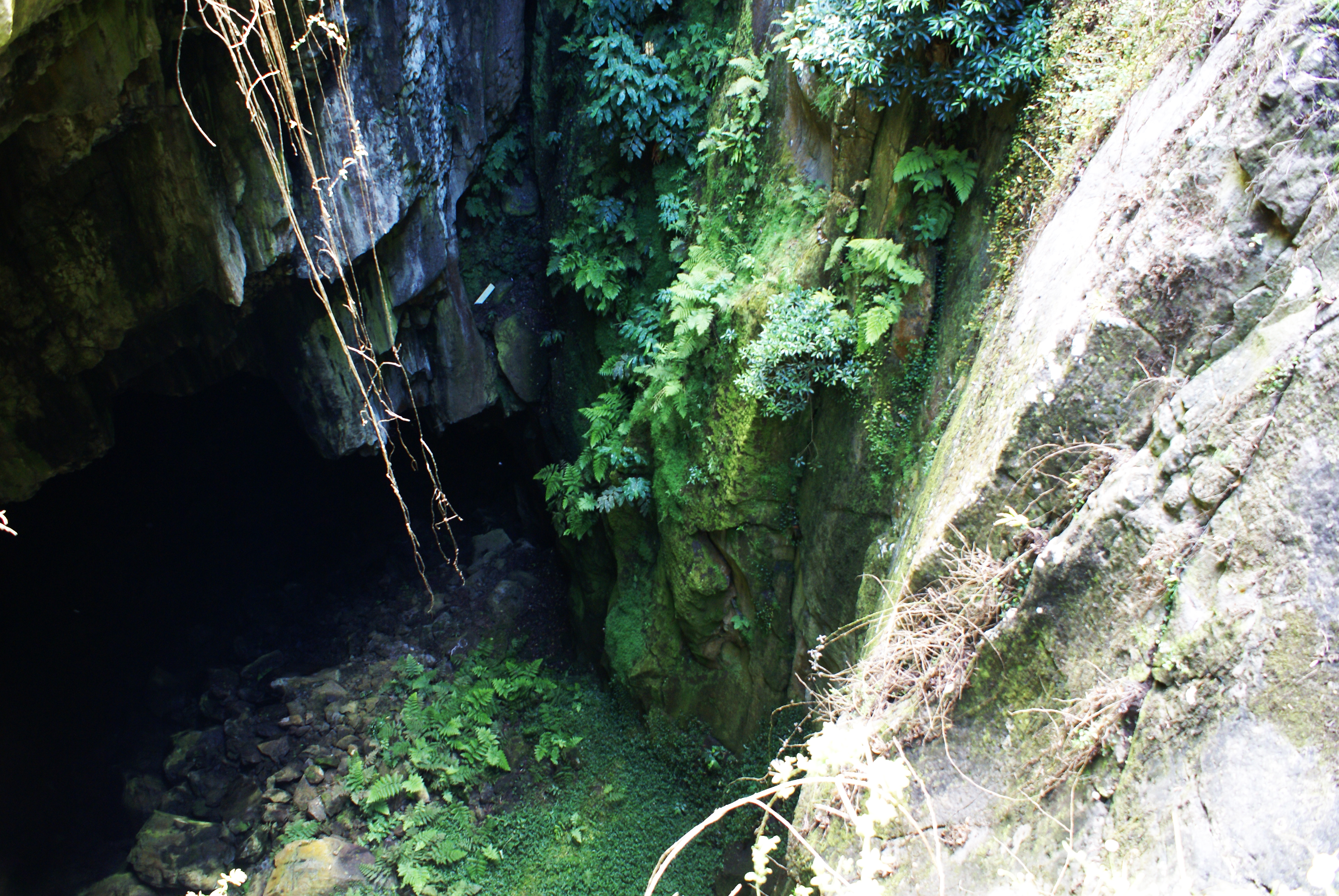
Furna do Enxofre, entrada.

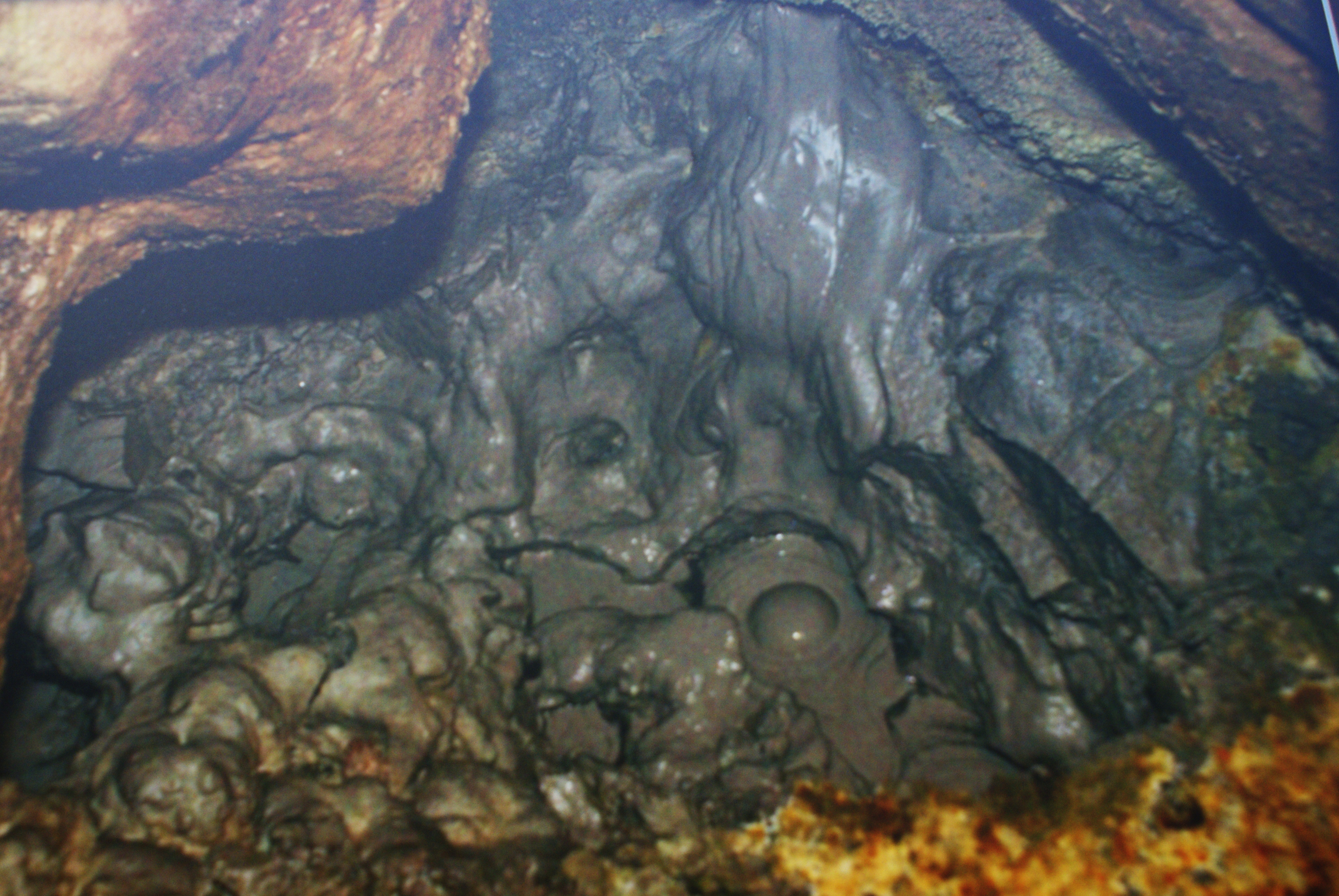
Furna do Enxofre, fumarola.

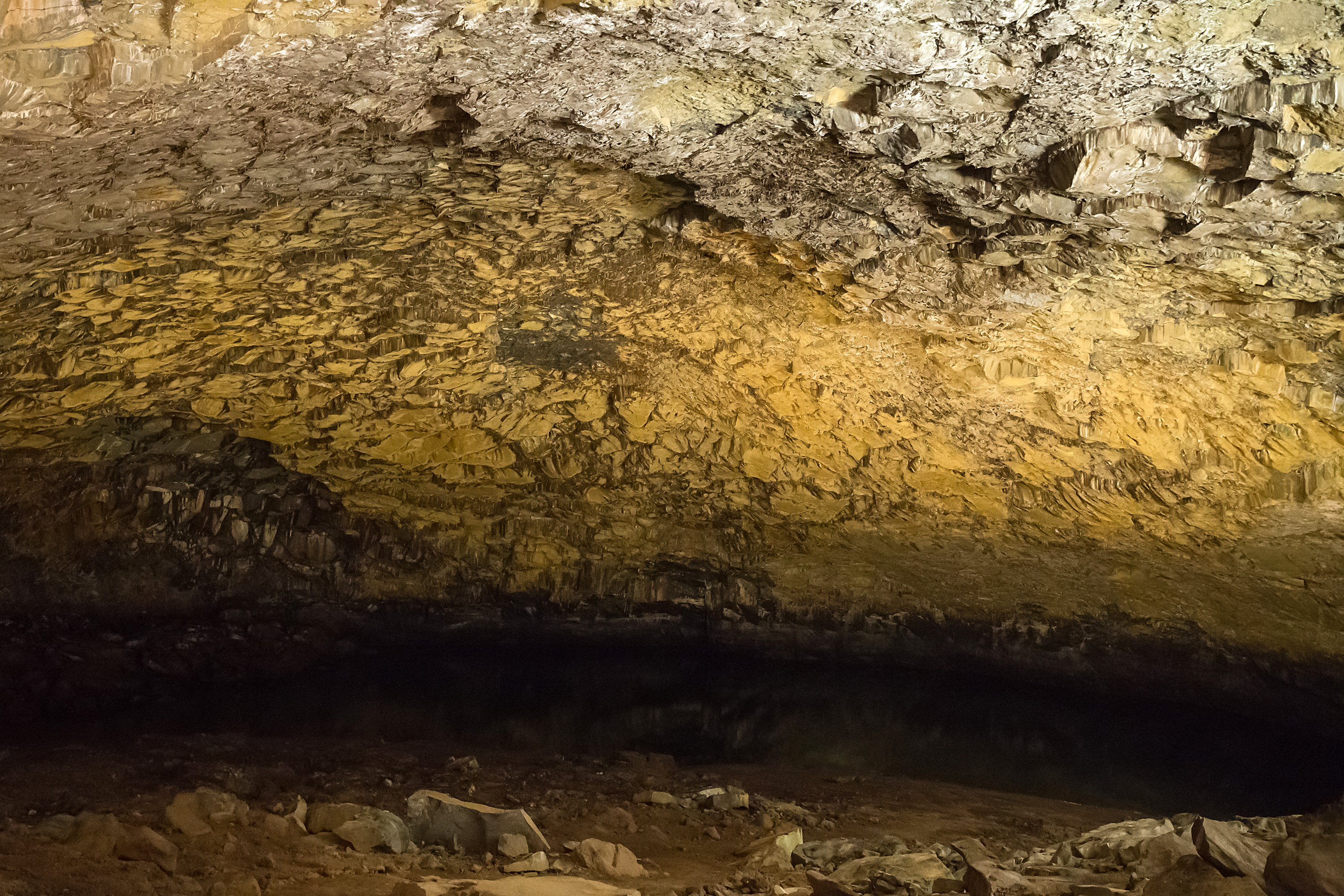
Furna do Enxofre, lagoa interior.

A Furna do Enxofre é uma grande caverna de origem vulcânica localizada na freguesia de São Mateus, no concelho de Santa Cruz da Graciosa, ilha Graciosa, Açores. A formação situa-se no interior da Caldeira da Graciosa.

## Descrição
Trata-se de uma grande e imponente caverna lávica, bastante profunda. Tem um comprimento máximo de 180 metros, uma largura máxima de 172 metros, com cerca de 50 metros de altura de tecto na parte central e que se caracteriza por ter um tecto em forma de abóbada perfeita.
A furna localiza-se na parte SE da Caldeira da Graciosa, e comunica com o exterior através de duas aberturas dispostas ao longo de uma direcção geral noroeste-sudeste. Tem uma direcção alongada numa direcção que geralmente se oriente no sentido SE. Esta furna teve origem em dois centros eruptivos da Caldeira da ilha Graciosa.
O acesso ao interior desta gruta faz-se por uma torre de cantaria e alvenaria com 37 metros de altura que contem uma escada em caracol que se prolonga por 183 degraus. A construção deste acesso foi concluída em 1939.
A exploração desta gruta teve início no Século XIX por vários investigadores entre os quais o Príncipe Alberto do Mónaco e os naturalistas Ferdinand André Fouqué e Georg Hartung.
Esta gruta é considerada única no campo vulcano-espeleológico internacional e a sua génese está associada a uma importante fase efusiva intracaldeira, do tipo havaiano, que envolveu a formação de um lago de lava.
Na fase final desta erupção havaiana, a lava existente no interior da caldeira, ainda fluida, foi drenada ao longo da conduta principal do vulcão, precisamente pela zona onde se encontra actualmente esta cavidade.
No interior da Furna do Enxofre e para além de uma lagoa de água fria, encontra-se um importante campo de desgasificação formado por uma fumarola com lama e por emanações gasosas difusas de dióxido de carbono no chão da gruta.
Por vezes em certas condições ambientais a concentração de dióxido de carbono no ar atmosférico interior pode atingir valores superiores aos admissíveis em termos de saúde pública, facto pelo qual o local é monitorizado em contínuo.
Esta gruta foi classificada pelo Decreto Legislativo Regional n.º 24/2004/A, de 14 de Julho, como uma estrutura geológica de elevado interesse, onde as necessidades de protecção, preservação e de partilha dos valores biológicos, estéticos, científicos e culturais mais se fazem sentir; tornando necessária a sua protecção.

## Fauna e flora
Na zona de entrada e no interior da gruta são observáveis as seguintes espécies:
Espécies de flora
- Asplenium hemionitis
- Conyza bonariensis
- Dryopteris sp.
- Erica azorica
- Erigeron karvinskianus
- Festuca francoi
- Hedychium gardnerianum
- Holcus lanatus
- Morella faya
- Phytolacca americana
- Pittosporum undulatum
- Pteridium aquilinum
- Rubus ulmifolius
- Selaginella kraussiana
- Tradescantia fluminensis
- Umbilicus rupestris

Espécies de briófitos
- Calypogeia arguta
- Fissidens luisierii
- Heterocladium wulfsbergii
- Homalia webbiana
- Lejeunea lamacerina
- Leucobryum juniperoideum
- Plagiochila bifaria
- Plagiothecium nemorale
- Riccardia latifrons
- Tetrastichium fontanum
- Tetrastichium virens
- Thamnobryum maderense

Espécies de artrópodes
- Aloconota sulcifrons
- Anotylus nitidifrons
- Atheta atramentaria
- Atheta ravilla
- Carpelimus corticinus
- Cercyon haemorrhoidalis
- Choneiulus palmatus
- Chthonius ischnocheles
- Disparrhopalites patrizii
- Dysdera crocata
- Entomobrya marginata
- Epuraea biguttata
- Euzetes globulus
- Galumna rasilis
- Galumna sp.
- Leiobunum blackwalli
- Lepidocyrtus curvicollis
- Lithobius pilicornis pilicornis
- Paranchus albipes
- Sericoderus lateralis
- Stelidota geminata
- Stilbus testaceus